# Ammann (Familienname)
Ammann ist ein deutscher Familienname, der vor allem in der Schweiz auftritt.

## Namensträger

### A
- Adolf Ammann (Geistlicher) (1898–1967), österreichischer Priester
- Adolf Ammann-Stebler (1922–2014), Schweizer Architekt
- Albert Maria Ammann (1892–1974), deutscher Slawist und Kirchenhistoriker
- Alberto Ammann (* 1978), spanischer Schauspieler
- Alfred Ammann (1881–1949), Schweizer Unternehmensgründer
- Alina Ammann (* 1998), deutsche Leichtathletin
- Amanda Ammann (* 1987), Schweizer Schönheitskönigin
- Anton Ammann (1895–1972), österreichischer Bauingenieur
- Arnold Ammann (1920–1991), Schweizer Maler
- Arthur Ammann (1890–1958), Schweizer Unternehmer
- August Ammann (1839–1910), deutscher Dichter, Schriftsteller und Lehrer

### B
- Benno Ammann (1904–1986), Schweizer Komponist und Dirigent
- Bernd Ammann (* vor 1973), deutscher Mathematiker und Hochschullehrer
- Bernhard Ammann-Schaffner (1878–1973), Schweizer Unternehmer

### C
- Christa Ammann (* 1983), Schweizer Politikerin (AL)
- Christoph Ammann (Motorsportmanager) (* 1961), österreichischer Manager in der Formel 1
- Christoph Ammann (* 1969), Schweizer Politiker (SP)
- Christopher Ammann (* 1983), österreichischer Schauspieler

### D
- Daniel Ammann (* 1963), Schweizer Journalist und Buchautor
- David Ammann (1855–1923), schweizerisch-amerikanischer Autor, Übersetzer und Verleger
- Dieter Ammann (Choreograf) (* 1942), deutscher Tänzer und Choreograf
- Dieter Ammann (* 1962), Schweizer Musiker und Komponist

### E
- Eduard Ammann (1884–1966), Schweizer Ingenieur
- Egon Ammann (1941–2017), Schweizer Verleger
- Ellen Ammann (1870–1932), schwedisch-deutsche Frauenrechtlerin
- Else Ammann (1923–2018), deutsche Skilangläuferin, siehe Else Hessenauer
- Emil Ammann (1877/1878–1932), Schweizer Drucker und Verleger
- Ernst Ammann (Bühnenbildner) (1928–1982), deutscher Bühnenbildner und Schauspieler
- Ernst Ammann (Leichtathlet) (* 1941), Schweizer Hammerwerfer
- Erwin Ammann (1916–2000), deutscher Politiker (CSU)
- Eugen Ammann (1882–1978), Schweizer Maler

### F
- Franz Ammann (1795–1875), Schweizer Ordensgeistlicher, Lehrer und Publizist
- Friedel Ammann (* 1959), Schweizer Fotograf
- Friedrich Ammann (?–1906), Schweizer Kaufmann
- Fritz Ammann (* 1943), Schweizer Industriemanager

### G
- Georg Ammann (vor 1545–1618), deutscher Kaufmann und Unternehmer
- Georges Ammann (Germanist) (* 1936), Schweizer Germanist
- Georges Ammann (Klaviertechniker), Schweizer Klaviertechniker
- Gerhard Ammann (1936–2004), österreichischer Politiker (ÖVP)
- Gert Ammann (* 1943), österreichischer Kunsthistoriker
- Gustav Ammann (1885–1955), Schweizer Gartenarchitekt

### H
- Hans Ammann (Drucker) († 1921), Schweizer Buchdrucker und Verleger
- Hans Ammann (Maler) († 1941), Schweizer Maler
- Hans Ammann (Pädagoge) (1881–1955), deutscher Pädagoge, Herausgeber und Produzent von Unterrichtsfilmen
- Hans Ammann (Sprachheilpädagoge) (1904–1990), Schweizer Gehörlosenlehrer und Sprachheilpädagoge
- Hans Ammann (Skilangläufer) (1931–1980), Schweizer Skilangläufer
- Hans J. Ammann (* 1942), Schweizer Dramaturg und Regisseur
- Hans Jakob Ammann (1586–1658), Schweizer Arzt und Reiseschriftsteller
- Hans-Peter Ammann (1933–2021), Schweizer Architekt, siehe Ammann und Baumann
- Hanspeter Ammann (* 1953), Schweizer Videokünstler
- Hartmann Ammann (1886–1930), österreichischer Historiker und Archivar
- Hartwig Ammann (1927–2007), deutscher Pastor und Heimatforscher

- Heinrich Ammann (Orgelbauer) (1763–1836), Schweizer Orgelbauer
- Heinrich Ammann (Politiker) (1820–1867), Schweizer Politiker
- Heinrich Ammann (Lyriker) (1864–1950), deutscher Jurist und Lyriker
- Heinrich Ammann (Kunsthistoriker) (1914–2003), Schweizer Kunsthistoriker und Museumskurator
- Heinrich von Hurter-Ammann (1825–1896), österreichischer Geistlicher und Schriftsteller

- Hektor Ammann (1894–1967), Schweizer Historiker und Archivar
- Helmut Ammann (1907–2001), Schweizer Bildhauer, Maler, Grafiker und Glasmaler
- Herbert Ammann (* 1948), Schweizer Soziologe und Sozialpädagoge
- Hermann Ammann (1885–1956), deutscher Sprachwissenschaftler
- Hugo Ammann (1919–1978), Schweizer Unternehmer

### I
- Ignaz Ambrosius von Ammann (1753–1830), deutscher Kartograf, siehe Ignaz Ambros von Amman

### J
- Jakob Ammann (1644–vor 1730), Schweizer Mennonitenprediger
- Jakob Ammann (Politiker) (1881–1955), österreichischer Politiker (CSP/ÖVP)
- Jan Ammann (* 1975), deutscher Sänger (Bariton) und Musicaldarsteller
- Jean-Christophe Ammann (1939–2015), Schweizer Kunsthistoriker
- Joachim Ammann (1898–1981), Schweizer Ordensgeistlicher, Titularbischof von Petnelissus
- Johann Ammann (Bildhauer), Schweizer Bildhauer
- Johann Ammann (Kupferstecher, 1604) (der Ältere; 1604–??), Schweizer Kupferstecher
- Johann Ammann (Kupferstecher, 1695) (der Jüngere, auch Johannes Ammann; 1695–1751), Schweizer Kupferstecher
- Johann Ammann (1707–1740), Schweizer Arzt und Botaniker, siehe Johann Amman (Mediziner)
- Johann Ammann (Maler) (1880–1950), Schweizer Maler
- Johann Schneider-Ammann (* 1952), Schweizer Unternehmer und Politiker (FDP)
- Johann Conrad Ammann (1724–1811), Schweizer Arzt und Sammler
- Johann Daniel Ammann (1714–1798), Schweizer Goldschmied
- Johann Gottlieb Ammann (1774–1837), deutscher Theologe und Politiker, MdL Nassau
- Johann Heinrich Ammann (1820–1867), Schweizer Jurist und Politiker
- Johann Jakob Ammann (Geistlicher) (1500–1573), Schweizer Geistlicher und Schulleiter
- Johann Jakob Ammann (1881–1955), österreichischer Politiker (CSP/ÖVP), siehe Jakob Ammann (Politiker)
- Johann Josef Ammann (1852–1913), österreichischer Ethnograph und Pädagoge
- Johann Kaspar Ammann (1803–1870), Schweizer Jurist und Politiker
- Johann Konrad Ammann (1669–1724), Schweizer Arzt und Gehörlosenlehrer
- Johannes Ammann († 1388), Schweizer Geistlicher, Bischof von Chur
- Josef Ammann (Entomologe) (1873–1940), österreichischer Geistlicher und Insektenkundler
- Josef Ammann (Künstler) (* 1934), Schweizer Künstler
- Julius Ammann (Pseudonym Sebastian Hämpfeli; 1882–1962), Schweizer Lehrer und Mundartautor
- Julius Ammann (Ingenieur) (1884–1939), Schweizer Bauingenieur

### K
- Karl Ammann (Tiermediziner) (1905–1986), Schweizer Tiermediziner und Hochschullehrer
- Karl Ammann (Maler) (1923–2018), Schweizer Maler und Bildhauer
- Karl Ammann (Fotograf) (* 1948), Schweizer Fotograf und Naturschützer
- Kaspar Ammann (1784–1863), Großherzoglich Hessischer Oberstabsarzt und Leiter des Medizinalwesens in der Hessen-kasselschen Armee
- Katharina Ammann (* 1973), Schweizer Kunsthistorikerin, Kuratorin und Direktorin des Aargauer Kunsthauses
- Klaus Ammann (Botaniker) (1940–2023), Schweizer Lichenologe
- Klaus Ammann (Musiker) (* 1949), deutscher Musiker und Komponist

### L
- Lea Ammann (* 2002), Schweizer Leichtathletin
- Ludwig Ammann (* 1961), deutscher Islam- und Literaturwissenschaftler
- Luis Alberto Ammann (1942–2020), argentinischer Autor, Journalist und Politiker
- Lukas Ammann (1912–2017), Schweizer Schauspieler

### M
- Manuel Ammann (* 1970), Schweizer Ökonom
- Marguerite Ammann (1911–1962), Schweizer Malerin
- Maria Ammann (1900–1972), deutsche Ökonomin und Wohlfahrtspflegerin
- Marion Ammann (* 1964), Schweizer Sängerin (Sopran)
- Mathias Ammann (1773–1835), Schweizer Politiker, Regierungsrat Thurgau
- Max Ammann (Grafiker) (1921–1979), Schweizer Grafiker
- Max E. Ammann (* 1938), Schweizer Journalist, Pferdesportfunktionär und Kunstsammler
- Max Peter Ammann (1929–2022), Schweizer Filmregisseur
- Michael Ammann (* 1967), deutscher Komponist und Klangkünstler
- Mike Ammann (* 1971), US-amerikanischer Fußballtorwart

### O
- Othmar Ammann (1879–1965), schweizerisch-amerikanischer Ingenieur und Brückenbauer
- Otto Ammann (1879–1933), deutscher Ingenieur, Hochschullehrer und Museumsgründer

### P
- Paul Ammann (1634–1691), deutscher Mediziner und Botaniker
- Paul Schmid-Ammann (1900–1984), Schweizer Journalist und Politiker
- Peter Ammann (Landschaftsarchitekt) (1919–2011), Schweizer Landschaftsarchitekt
- Peter Ammann (Kanute) (* 1957), Schweizer Kanute
- Peter Ammann (Rennfahrer), deutscher Motorradrennfahrer

### R
- Regina Ammann (* 1963), Schweizer Politikerin (LdU, FDP)
- Richard Ammann (* 1959), Schweizer Eishockeyspieler und -trainer, Politiker
- Rolf Ammann (1946–2019), Schweizer Schuhunternehmer
- Rudolf Ammann (Heimatforscher) (1884–1969), deutscher Lehrer, Heimatforscher und Chronist
- Rudolf Ammann (Geistlicher) (* 1939), deutscher Geistlicher, Journalist und Publizist
- Rudolf W. Ammann (Rudolf Werner Ammann; 1926–2015), Schweizer Internist

### S
- Sieglinde Ammann (* 1946), Schweizer Leichtathletin
- Simon Ammann (* 1981), Schweizer Skispringer
- Sonja Ammann (* 1984), Schweizer evangelische Theologin

### T
- Theodor Ammann (1840–1916), Schweizer Bahningenieur
- Thomas Ammann (Kunsthändler) (1950–1993), Schweizer Kunsthändler
- Thomas Ammann (Politiker, 1953) (* 1953), Schweizer Arzt und Politiker (FDP) aus Waldkirch SG
- Thomas Ammann (Journalist) (* 1956), deutscher Journalist und Filmemacher
- Thomas Ammann (Politiker, 1964) (1964–2022), Schweizer Politiker (CVP) aus Rüthi SG

### U
- Ulrich Ammann (Instrumentenbauer) (1766–1842), Schweizer Musikinstrumentenbauer
- Ulrich Ammann (Politiker) (1921–2006), Schweizer Politiker und Unternehmer
- Ulrich Ammann (Mäzen) (1929–2016), Schweizer Arzt, Komponist, Chorleiter, Schriftsteller und Mäzen

### W
- Walter Ammann (Politiker) (* 1946), Schweizer Politiker (SP)
- Walter Ammann (Ingenieur) (Walter Jakob Ammann; * 1949), Schweizer Bauingenieur
- Walter Richard Ammann (1888–1953), Schweizer Journalist, Dramatiker und Schriftsteller
- Walther Ammann (1912–1969), deutscher Rechtsanwalt
- Werner Ammann (Jurist) (1887–1962), Schweizer Jurist und Publizist
- Werner Ammann (Maler) (1935–1990), Schweizer Maler
- Wilhelm Ammann (1810–1859), Schweizer Jurist
- Wolfgang Ammann (* 1927/1928), deutscher Dirigent